# Jonas Ljungblad
Jonas Ljungblad, född 15 januari 1979 i Göteborg, är en svensk professionell tävlingscyklist som under säsongen 2009 är kontrakterad av det belgiska stallet Silence-Lotto-Q8. 
Jonas Ljungblad slutade på femte plats på U23-världsmästerskapens linjelopp i Lissabon 2001 och han flyttade därefter till den italienska staden Lucca.
Ljungblad blev professionell 2002 med Amore & Vita men flyttade till Team Bianchi Scandinavia under säsongen 2003. Efter en säsong i det skandinaviska stallet valde han att återigen tävla för det italienska stallet Amore & Vita-Beretta (som har sponsrats av Vatikanen sedan starten 1990). Under en vistelse med laget i Australien vann han både Tour of Queensland och Herald Sun Tour.  
Under säsongen 2005 blev han svensk nationsmästare och han vann också Route d'Vendee. Resultaten innebar att Unibet.com Cycling Team anställde cyklisten som bland annat hjälpryttare åt cyklisterna Baden Cooke och Frank Vandenbroucke. Han vann den tredje etappen av Luxemburg runt 2006.
Mellan 2006 och 2007 cyklade Ljungblad för Unibet.com Cycling Team, som under 2007 tillhörde UCI ProTour. 
Under 2008 tävlade Ljungblad för P3 Transfer-Batavus. Han vann i juni det svenska mästerskapets linjelopp och i juli etapp 2 av GP Internacional Torres Vedras - Joaquim Agostinho. En månad senare slutade han tvåa på etapp 2 av det spanska etapploppet Vuelta Ciclista a Leon. Dagen därpå vann han etapp 3.
Under inledningen av 2009 har Ljungblad bland annat varit fyra på en etapp av Turkiet runt samt deltagit i Giro d'Italia.

## Meriter
2002
- Herald Sun Tour, etapp 3

2004
- Tour of Queensland, sammanlagt och etapperna 5 och 7
- Herald Sun Tour, sammanlagt och etapp 7
- Tour of Slovenia, etapp 4

2005
- Tour du Lac Léman
- Tour de Vendée
- Nationsmästerskapen
- Melbourne - Warrnambool

2006
- Luxemburg runt, etapp 3

2008
- Nationsmästerskapen
- Circuit des Ardennes, etapp 3
- Volta da Ascension, etapp 1
- GP Internacional Torres Vedras - Joaquim Agostinho, etapp 2
- Vuelta Ciclista a Leon, etapp 3

## Stall
- 2002 Amore & Vita-Beretta
- 2003 Team Bianchi Scandinavia
- 2004-2005 Amore & Vita-Beretta
- 2006-2007 Unibet.com Cycling Team
- 2008 P3 Transfer-Batavus
- 2009 Silence-Lotto-Q8
- 2010 Omega Pharma - Lotto
- 2011- Continental Team Differdange